# Svetovno prvenstvo športnih dirkalnikov sezona 1960
Svetovno prvenstvo športnih dirkalnikov sezona 1960 je bila osma sezona Svetovnega prvenstva športnih dirkalnikov, ki je potekalo med 31. januarjem in 26. junija 1960. Naslov konstruktorskega prvaka je osvojil Ferrari.

## Spored dirk
| Št | Ime                   | Dirkališče                     | Datum               |
| -- | --------------------- | ------------------------------ | ------------------- |
| 1  | 1000 km Buenos Airesa | Autódromo Oscar Alfredo Gálvez | 31. januar          |
| 2  | 12 ur Sebringa        | Sebring International Raceway  | 26. marec           |
| 3  | Targa Florio          | Palermo                        | 8. maj              |
| 4  | 1000 km Nürburgringa  | Nürburgring                    | 22. maj             |
| 5  | 24 ur Le Mansa        | Circuit de la Sarthe           | 25. junij 26. junij |

## Rezultati

### Po dirkah
| Št | Dirkališče   | Zmag. moštvo                    | Poročilo |
| Št | Dirkališče   | Zmag. dirkača                   | Poročilo |
| -- | ------------ | ------------------------------- | -------- |
| 1  | Buenos Aires | #4 Scuderia Ferrari             | Poročilo |
| 1  | Buenos Aires | Phil Hill Cliff Allison         | Poročilo |
| 2  | Sebring      | #42 Joakim Bonnier              | Poročilo |
| 2  | Sebring      | Hans Herrmann Olivier Gendebien | Poročilo |
| 3  | Palermo      | #184 Porsche KG                 | Poročilo |
| 3  | Palermo      | Joakim Bonnier Hans Herrmann    | Poročilo |
| 4  | Nürburgring  | #5 Camoradi USA                 | Poročilo |
| 4  | Nürburgring  | Dan Gurney Stirling Moss        | Poročilo |
| 5  | La Sarthe    | #11 Scuderia Ferrari            | Poročilo |
| 5  | La Sarthe    | Olivier Gendebien Paul Frère    | Poročilo |

### Konstruktorsko prvenstvo
Točkovanje po sistemu 8-6-4-3-2-1, točke dobi le najbolje uvrščeni dirkalnik posameznega konstruktorja. Za prvenstvo so šteli trije najboljši rezultati na petih dirkah.
| Poz | Konstruktor  | 1. | 2. | 3. | 4. | 5. | Skupaj |
| --- | ------------ | -- | -- | -- | -- | -- | ------ |
| 1   | Ferrari      | 8  | 4  | 6  | 4  | 8  | 22     |
| 2   | Porsche      | 4  | 8  | 8  | 6  |    | 22     |
| 3   | Maserati     | 3  |    |    | 8  |    | 11     |
| 4   | Aston Martin |    |    |    |    | 4  | 4      |